# 鵜戶神宮
鵜戶神宮（うどじんぐう）是位在日本宮崎縣日南市的神社。舊社格為官幣大社（現神社本廳的別表神社）。
延曆元年（782年），天台宗僧光喜坊快久受勅命，再興神殿，同時建立寺院，賜勅號「鵜戶山大權現吾平山仁王護國寺」。明治維新時，廢權現號・寺院，改稱「鵜戶神社」。明治7年（1874年），改稱「鵜戶神宮」。

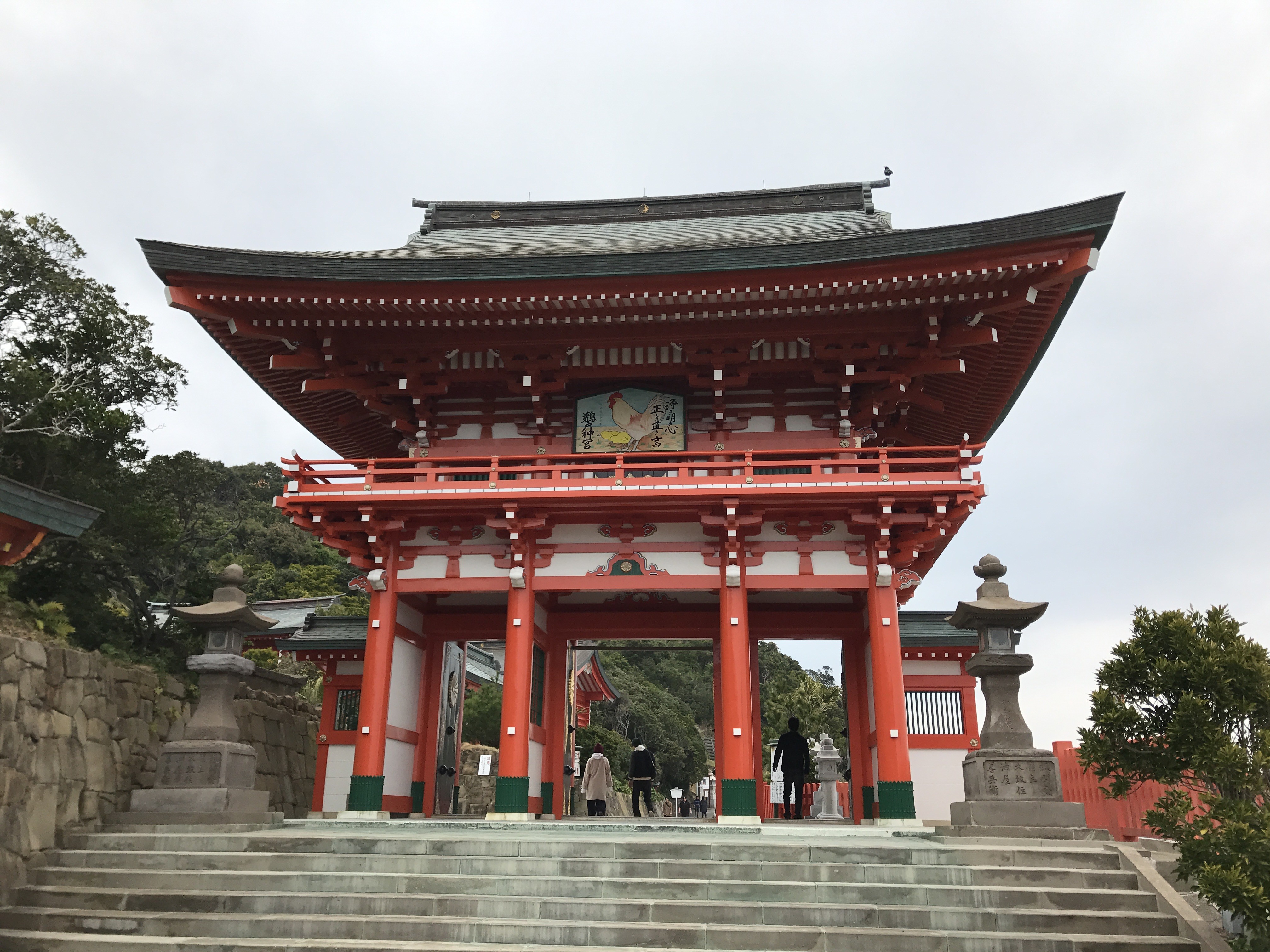
樓門

## 關連項目
- 日南海岸國定公園

## 外部連結
- 鵜戶神宮

31°39′01″N 131°28′00″E / 31.65028°N 131.46667°E